# آسیب‌ناپذیر (فیلم ۲۰۰۰)
آسیب‌ناپذیر (به انگلیسی: Unbreakable) فیلمی محصول سال ۲۰۰۰ به کارگردانی ام. نایت شیامالان است. در این فیلم بازیگرانی همچون بروس ویلیس، ساموئل ال. جکسون، رابین رایت، اسپنسر تریت کلارک، چارلین وودارد، لاورا ریگان، امان واکر، ام. نایت شیامالان و مایکل کلی ایفای نقش کرده‌اند.
این فیلم قسمت اول از یک سه گانه است که قسمت دوم آن فیلم شکافته محصول ۲۰۱۶ و قسمت سوم فیلم شیشه محصول ۲۰۱۹ می باشد.

## خلاصه داستان
دیوید دان (بروس ویلیس) دارای قدرت خاصی است او در مقابل هر حادثه‌ای آسیب‌ناپذیر است و از هر حادثه‌ای جان سالم به در می‌برد و دچار آسیب دیدگی نمی‌شود همچنین در برابر آب آسیب پذیر است.
در مقابل الیجاه پرایس (ساموئل ال. جکسون) به مرد شیشه‌ای معروف است چون با کوچکترین ضربه‌ای استخوان‌های او می‌شکند دست تقدیر موجب آشنایی آن‌ها می‌شود و این تفاوت، تقابل جالبی را پدیدمی‌آورد.